# 페르닐라 안데르손
페르닐라 안데르손(Pernilla Andersson, 1974년 12월 10일 ~ )은 스웨덴의 싱어송라이터, 음악 프로듀서이다.